# Zabre des céréales
Zabrus tenebrioides
Pour les articles homonymes, voir Bossu (homonymie).
Espèce
Le Zabre des céréales, Zabre bossu ou Bupreste paresseux (Zabrus tenebrioides) est une espèce d'insectes coléoptères de la famille des Carabidae, s'attaquant à de nombreuses plantes de la famille des Poaceae. C'est un ravageur nuisible aux cultures de céréales, en particulier le blé et l'orge.

## Distribution
L'aire de répartition de Zabrus tenebrioides couvre la totalité de l'Europe, l'Afrique du Nord, l'Asie mineure et une partie de l'Asie centrale.

## Description
L'adulte, de couleur noire ou brun foncé avec un léger reflet métallique, a les élytres bombés ornés de neuf bandes longitudinales. Le thorax est également bombé, d'où le nom vernaculaire de « zabre bossu ». Il mesure 15 mm de long. Les antennes, tibias et tarses sont brun-rouge, les tibias antérieurs sont dilatés, et portent des éperons sur l'angle apical interne.
La larve est blanchâtre avec la tête et le prothorax brun foncé. Elle mesure environ 30 mm de long.
Les œufs, ovales, sont blanc brillant ; ils mesurent environ 2 mm de long.

## Biologie
Les adultes apparaissent à la fin du printemps et se dispersent dans les cultures de céréales, blé, orge, plus rarement avoine. La nuit, ils se nourrissent des fleurs et des graines en formation et s'abritent le jour au niveau du sol.
Les femelles pondent une centaine d'œufs qu'elles déposent par petits groupes de 3 à 5 dans des galeries. L'incubation dure de deux à trois semaines.
Les larves creusent dans le sol des galeries pouvant atteindre 30 cm de profondeur dans lesquelles elles s'abritent le jour. Elles en sortent la nuit venue pour s'alimenter en rongeant les feuilles, en laissant subsister les nervures.
Les larves hibernent dans les galeries. Au printemps, elles se nourrissent des feuilles des céréales, et se nymphosent vers le mois de mai.

## Prédateurs
Parmi les prédateurs de Zabrus tenebrioides figure une mouche tachinaire parasitoïde, Viviana cinerea.

## Dégâts
Les dégâts sont surtout le fait des larves qui vivent dans des galeries souterraines dont elles sortent la nuit pour dévorer le limbe des feuilles de céréales, principalement le blé et l'orge. L'attaque, très caractéristique, ne laisse subsister que les nervures. Les larves introduisent aussi la pointe des feuilles dans les galeries pour pouvoir les consommer le jour.
L'attaque des larves peut entraîner une forte baisse du rendement, surtout si elle intervient sur des plantules avant le stade trois feuilles. Les adultes, aux mœurs également nocturnes, s'alimentent aux dépens des fleurs et des graines.